# Elmer Konstantin Niklander
Elmer Konstantin Niklander (Rutajärvi, Hausjärvi, 19 de gener, 1890 - Hèlsinki, 12 de novembre 1942) fou un atleta de Finlàndia especialista en llançament de disc i llançament de pes.
Guanyà quatre medalles olímpiques, una plata en disc i un bronze en pes als Jocs de 1912 i un or en dics i una plata en pes als Jocs de 1920. Niklander tenia el sobrenom d'Oitin kanuuna (canó d'Oitti).